# Henry Pierrepont
Henry Pierrepont (mars 1606 - 8 décembre 1680) est un pair anglais. Il est le fils de Robert Pierrepont (1er comte de Kingston-upon-Hull), et de son épouse, Gertrude Talbot, fille de George Talbot et d'Elizabeth Reyner et cousine du comte de Shrewsbury.

## Carrière
Devenu vicomte de Newark à partir de 1628, il est député de Nottingham  de 1628 à 1629 et est convoqué à la Chambre des lords  dans la baronnie de son père, Pierrepont, en 1641. Il succède à son père comme 2e comte de Kingston en 1643.
Pendant la première partie de la guerre civile anglaise, il assiste le roi à Oxford, qu'il représente lors des négociations à Uxbridge. En 1645, il est nommé conseiller privé et créé marquis de Dorchester. En 1647, il conserve ses domaines en payant une lourde amende aux parlementaires . Par la suite, lord Dorchester, toujours friand de livres, passe son temps principalement à Londres engagé dans l'étude de la médecine et du droit, son dévouement à la science lui attire des moqueries. Sa collection de livres fait maintenant partie de la bibliothèque du Collège royal de médecine.
Après la restauration, il est réintégré au Conseil privé et nommé enregistreur de Nottingham et membre de la Royal Society .

## Personnalité
Il est connu pour son mauvais caractère et ses accès de violence. Il défie son beau-fils, le futur duc de Rutland, dans un duel en 1660. Dorchester accuse Rutland du fait que le mariage de sa fille Anne est notoirement malheureux. En 1638, il doit faire une demande de grâce royale pour l'attaque d'un Philip Kinder commis dans l'enceinte de l'Abbaye de Westminster, lors d'un service religieux. En 1666, sous un prétexte trivial, lui et George Villiers (2e duc de Buckingham), se battent dans la chambre peinte de Westminster lors d'une conférence parlementaire. Ils sont tous deux emprisonnés à la Tour de Londres pour avoir violé la dignité du Parlement, mais ils sont rapidement relâchés après s'être excusés .

## Mariages et enfants
Il épouse Cecilia Bayning, fille de Paul Bayning (1er vicomte Bayning) (en), et son épouse Anne Glemham, fille de Sir Henry Glemham. Ils ont quatre enfants:
- Lady Anne Pierrepont (née le 9 mars 1630), mariée à John Manners (1er duc de Rutland). En 1670, un acte du Parlement accorde le Divorce à Manners.
- Grace Pierrepont.
- Henry Pierrepont (décédé en 1649).
- Robert Pierrepont.

Il épouse en secondes noces à Lady Catherine Stanley, fille de James Stanley (7e comte de Derby) et Charlotte de La Trémoille. Ce mariage reste sans enfant.
Dorchester survit à ses fils et à sa mort à Londres le 8 décembre 1680, le titre de marquis de Dorchester s'éteint. Il est remplacé en tant que 3e comte de Kingston-upon-Hull par Robert (décédé en 1682), fils de Robert Pierrepont de Thoresby, dans le Nottinghamshire, et en tant que 4e comte par le frère de Robert, William Pierrepont (4e comte de Kingston-upon-Hull) (décédé en 1690) .